# Johann Christoph Pfennig (Orgelbauer)
Johann Christoph Pfennig (* um 1700; † nach 1761) war ein deutscher Organist und Orgelbauer in Wahrenbrück, Sonnewalde und Calau in der Niederlausitz.
Er ist zu unterscheiden von Johann Christian Pfennig, der Orgelbauer in Kröbeln war.

## Leben
Johann Christoph Pfennig war Organist und Orgelbauer in Wahrenbrück. 1730 wurde er zum Organisten in Sonnewalde bestallt. 1734 brannten dort Kirche und Schule nieder. Seit 1737 war Pfennig Organist in Calau. Bis 1743 sind einige Orgelneubauten und Reparaturen bekannt, danach nur noch ein Umbau 1761.
Familie
- Johann Christian Pfennig (1706–1787), wahrscheinlich Bruder oder Sohn, war Orgelbauer in Kröbeln bei Liebenwerda
- Johann Gottlieb Pfennig (1822–27. März 1788), Sohn, war zunächst Musicus und Orgelbauer in Calau, wurde 1752 zum Organisten in Spremberg durch den Magistrat berufen und durch Kurfürst Friedrich August II. von Sachsen bestätigt
- Johann Christoph Pfennig (jun.), reichte 1761 das Reparatur-Angebot des Vaters (?) für Calau ein, außerdem eine Reparatur in Lübbenau (1781?), keine weiteren Nachrichten erhalten.

## Werke (Auswahl)

### Johann Christoph Pfennig
Von Johann Christoph Pfennig sind zwei Orgelneubauten, vier Zuschreibungen, eine Mitarbeit bei einem Neubau, sowie ein Umbau, zwei Pflegeaufträge und eine weitere Reparatur bekannt. Erhalten sind Teile der zugeschriebenen Orgel in Gehren (davor Finsterwalde), sowie die zugeschriebenen Prospekte in Gahro und Lugau.
| Jahr                   | Ort                | Gebäude                     | Bild | Manuale | Register | Bemerkungen                                                                                                  |
| ---------------------- | ------------------ | --------------------------- | ---- | ------- | -------- | --- |
| 1730                   | Arnsnesta          | Dorfkirche                  |      | I/P     | 6        | nicht erhalten                                                                                               |
| um 1733/1737           | Finsterwalde       | St. Trinitatis              |      | I/P     | 13       | Zuschreibung, 1863 nach Gehren umgesetzt, dort Prospekt und Teile des Pfeifenwerks und der Mechanik erhalten |
| 1733                   | Gahro              | Dorfkirche                  |      |         |          | Zuschreibung, Prospekt erhalten                                                                              |
| um 1733/37? (vor 1848) | Lugau bei Doberlug | Dorfkirche                  |      |         |          | Zuschreibung, Prospekt erhalten                                                                              |
| 1741                   | Lübbenau           | St. Nikolai                 |      | I/P     | 17       | Mitarbeit bei Johann Jacob Köpler, mit Sohn Johann Gottlieb Pfennig, Prospekt erhalten                       |
| 1742                   | Sonnewalde         | St. Marien                  |      |         |          | Vermutung, in wieder aufgebauter Kirche, nicht erhalten                                                      |
| 1743                   | Lübben             | Hospitalkirche (Hainkirche) |      | I/P     | 8        | nicht erhalten                                                                                               |

Weitere Arbeiten
| Jahr          | Ort        | Gebäude                 | Bild | Manuale | Register | Bemerkungen                                                               |
| ------------- | ---------- | ----------------------- | ---- | ------- | -------- | ------------------------------------------------------------------------- |
| 1730–1734     | Sonnewalde | St. Marien              |      |         |          | Pflegeauftrag, 1734 niedergebrannt, 1742 Neubau                           |
| 1731–vor 1764 | Lübben     | Stadtkirche St. Nikolai |      |         |          | Pflegeauftrag, ab 1764 durch Sohn Johann Gottlieb Pfennig fortgesetzt     |
| 1731, 1741    | Luckau     | St. Nikolai             |      |         |          | Reparaturen                                                               |
| 1761          | Calau      | Stadtkirche             |      |         |          | Umbau, Reparatur-Angebot durch Sohn Johann Christoph Pfennig jun. gemacht |

### Johann Gottlieb Pfennig
Von Johann Gottlieb Pfennig sind zwei Orgelneubauten und eine Mitarbeit beim Neubau bekannt, die nicht erhalten sind, sowie Reparaturen und Pflegeaufträge. Verwechslungen mit einzelnen Arbeiten von Johann Christian Pfennig aus Kröbeln sind möglich.
Orgelneubauten
| Jahr        | Ort                    | Gebäude     | Bild | Manuale | Register | Bemerkungen                                                                              |
| ----------- | ---------------------- | ----------- | ---- | ------- | -------- | ---------------------------------------------------------------------------------------- |
| 1741        | Lübbenau               | St. Nikolai |      | I/P     | 17       | Mitarbeit bei Johann Jacob Köpler, mit Vater Johann Christoph Pfennig, Prospekt erhalten |
| 1770        | Sorno bei Finsterwalde | Dorfkirche  |      | I/P     | 11       | ??, bisher (irrtümlich?) Johann Christian Pfennig zugeordnet, nicht erhalten             |
| 1783–1787   | Spremberg              | Kreuzkirche |      |         |          | nicht erhalten                                                                           |
| um 1785 (?) | Krieschow bei Cottbus  | Dorfkirche  |      |         |          | nicht erhalten                                                                           |

Weitere Arbeiten
| Jahr      | Ort                       | Gebäude                 | Bild | Manuale | Register | Bemerkungen                                            |
| --------- | ------------------------- | ----------------------- | ---- | ------- | -------- | ------------------------------------------------------ |
| seit 1755 | Spremberg                 | Kreuzkirche             |      |         |          | Pflegeauftrag                                          |
| 1762      | Forst                     | Stadtkirche             |      |         |          | Reparaturen, oder durch Johann Christian Pfennig?      |
| 1764      | Lübben                    | Stadtkirche St. Nikolai |      |         |          | Pflegevertrag und Stimmung, Nachfolger des Vaters      |
| 1769      | Göllnitz bei Finsterwalde | Dorfkirche              |      |         |          | Reparaturen                                            |
| 1781      | Lübbenau                  | St. Nikolai             |      | I/P     | 17       | Reparaturen, mit Bruder Johann Christoph Pfennig jun.? |